# Mimosa selloi
Mimosa selloi är en ärtväxtart som först beskrevs av George Bentham, och fick sitt nu gällande namn av George Bentham. Mimosa selloi ingår i släktet mimosor, och familjen ärtväxter.

## Underarter
Arten delas in i följande underarter:
- M. s. leiocarpa
- M. s. selloi